# Josef Kunz (kněz)
R.D. Josef Kunz (7. října 1901 Ústí nad Labem-Střekov – 9. listopadu 1985 Senohraby) byl český římskokatolický kněz sudetoněmeckého původu, který působil v Litoměřické diecézi.

## Život

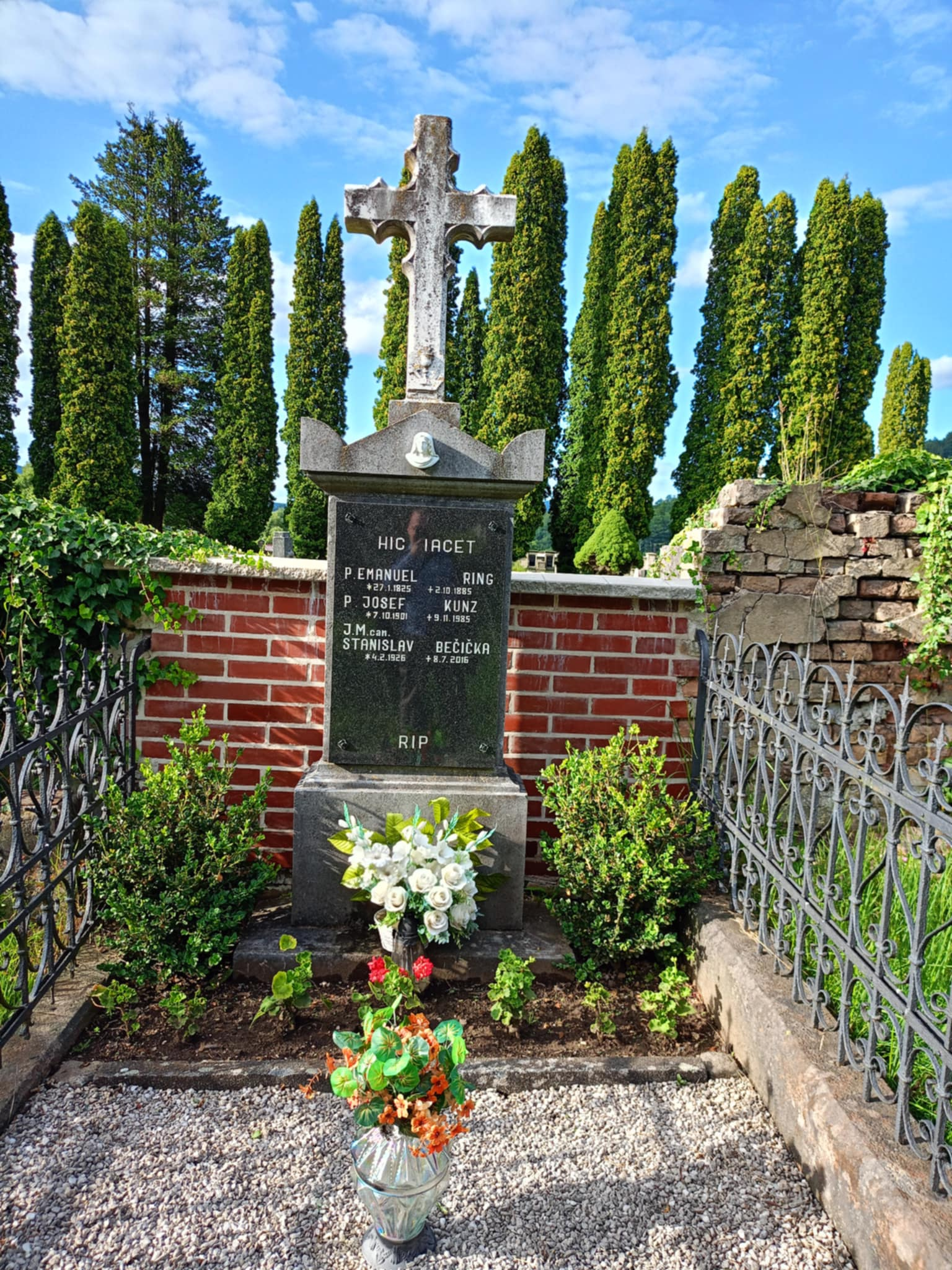
Kněžský hrob, ve kterém je pohřben Josef Kunz na hřbitově v Kamenickém Šenově.

Na kněze byl vysvěcen Josefem Grossem 29. června 1924 v Litoměřicích. Jako kaplan působil v Tisé a Trmicích. Poté byl kaplanem v Kamenickém Šenově, kde se od 1. ledna 1936 stal farářem. Po roce 1945 kdy došlo k poválečnému odsunu Němců z Československa se rozhodl zůstat ve své farnosti a neodejít do zahraničí. Znamenalo to však přijmout osud kněze, který v komunistickém režimu bude nutně pronásledován. Toto riziko podstoupil, i když patřil ke stovce kněží, kteří zůstali v Litoměřické diecézi v tehdejším Československu. Dalších kolem sedmi stovek německy mluvících kněží diecéze litoměřické se rozhodlo následovat svá odsunovaná farní společenství. Kunz však s nimi neztratil kontakt ani v době komunistické totality a přijíždělo za ním mnoho lidí z tehdejší západní Evropy. Nutně byl tedy sledován Státní bezpečností a vyžadovalo to i určité formy spolužití s režimem. V roce 1985 patřil spolu s Františkem Kunzem a Arno Linkem mezi poslední tři žijící kněze, které ordinoval biskup Josef Gross. V roce 1967 odešel do důchodu do Kytlic, kde spravoval tamější farnost. Poslední dva roky života prožíval nemocen v Charitním domově v Senohrabech v péči sester sv. Františka. Zemřel zaopatřen svátostmi 9. listopadu 1985 v Senohrabech. Zádušní mše se konala 15. listopadu 1985 ve farním kostele v Kamenickém Šenově a poté byly jeho ostatky uloženy do kněžského hrobu na místním hřbitově.